# 海爾蒙德

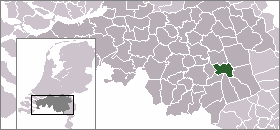

海爾蒙德（荷蘭語：Helmond）是荷蘭的市镇和城市，位於該國東南部，由北布拉邦省負責管轄，始建於1000年左右，面積54.56平方公里，2012年人口88,798，人口密度為每平方公里1,627人。

## 外部連結
- Official Website （页面存档备份，存于）
- Vlisco （页面存档备份，存于）